# Обапол

Обапол горбыльный

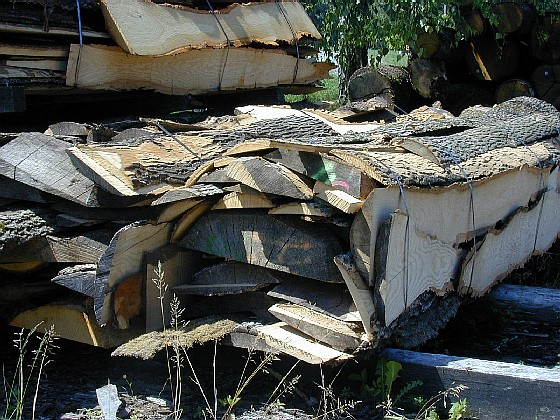
Пакеты из обаполов

Оба́пол — пиломатериал, получаемый из боковых частей брёвен. Представляет собой деревянный брусок, имеющий две пласти (широкие продольные противоположные друг другу поверхности), одна из которых, внутренняя, пропилена на всю длину и поэтому полностью плоская, а другая, наружная, не пропилена или пропилена не на всю длину. 
Используется для дальнейшего раскроя на пиломатериалы либо идёт на переработку в качестве балансовой древесины. Кроме того, обапол часто используется для покрытия крыш частных домов, где он укладывается плоской пластью вниз.

## Виды обапола
- Горбыльный обапол — обапол, у которого наружная пласть не пропилена или пропилена не более чем на половину длины.
- Дощатый обапол — обапол, у которого наружная пласть пропилена более чем на половину длины.

## Нормативные документы
- ГОСТ 18288—87 Производство лесопильное. Термины и определения